# La Chaux (Doubs)
La Chaux település Franciaországban, Doubs megyében. Lakosainak száma 611 fő (2022. január 1.). La Chaux Gilley, Ouhans, Arçon, Pays-de-Montbenoît és Bugny községekkel határos.

## Népesség
A település népességének változása:
| Lakosok száma | 380  | 348  | 351  | 414  | 452  | 497  | 558  | 602  | 606  | 611  |
|               | 1968 | 1982 | 1990 | 2006 | 2013 | 2015 | 2017 | 2019 | 2020 | 2022 |